# Ambrus
Ambrus è un comune francese di 103 abitanti situato nel dipartimento del Lot e Garonna nella regione della Nuova Aquitania.

## Storia
Secondo gli storici, Ambrus sarebbe un insediamento su un sito risalente alla preistoria. 
Dal V secolo è attestata la fama di una fonte miracolosa presso la quale apparve Maria Vergine. 
Una lista di tributi risalente al 1259 nomina i Signori d'Ambrus. Secondo questo documento, un terzo del terreno apparteneva a Bertrand de Xaintrailles, un altro terzo a Raymond Bertrand de Gelas, un sesto a Raymond Guillaume de Vidalhac, e un altro sesto ad una persona la cui identità è sconosciuta..
Secondo alcuni autori, in questo luogo San Vincenzo de Paoli ha detto la sua prima messa. 
Secondo un inno religioso locale, si sarebbe recato a pregare in questo luogo anche Jean Poton de Xaintrailles, un compagno di Giovanna d'Arco.

## Origine del nome
L'etimologia del toponimo "Ambrus" potrebbe provenire dal latino  Ambrosius  .

## Società

### Evoluzione demografica
Abitanti censiti

## Pellegrinaggio
Ambrus è un luogo di pellegrinaggio che si svolge ogni anno l'8 settembre. L'inno ufficiale del pellegrinaggio è scritto in lingua occitana.
La statua della Vergine è stata scolpita in legno massello di sughero-quercia di sughero, a rappresentare la Vergine che tiene il bambino Gesù sul suo braccio sinistro, datata al sedicesimo secolo. 

Rubato nel 1981, fu rinvenuto a Ventimiglia e riposto nella sua nicchia. Alcuni saccheggiatori hanno rubato di nuovo la statua nel 1986 [e nel dicembre 2006]. 
Da allora, lo scultore di Nérac Guy Zagni ha realizzato una copia che è stata riposta in sostituzione dell'originale,